# Mittelhausen
Mittelhausen korábbi község Franciaországban, Bas-Rhin megyében. Lakosainak száma 595 fő (2018. január 1.). Mittelhausen Berstett, Bilwisheim, Donnenheim, Gougenheim, Hohatzenheim, Mittelschaeffolsheim, Wingersheim és Wingersheim les Quatre Bans községekkel határos.
2016. január 1-jén három másik korábbi községgel egyesült és az így létrejött Wingersheim les Quatre Bans új község része lett.

## Népesség
A település népességének változása:
| Lakosok száma | 405  | 394  | 379  | 435  | 490  | 547  | 551  | 542  | 590  | 595  |
|               | 1962 | 1968 | 1975 | 1982 | 1990 | 2008 | 2013 | 2015 | 2017 | 2018 |